# Ådalshallen
Ådalshallen är en allround-sporthall i centrala Kramfors. Den invigdes 1968 och drivs i huvudsak av Kramfors kommun. Idrottsföreningen Kramfors-Alliansen bedriver många olika grenar inom Ådalshallens lokaler, men den används även regelbundet för eleverna vid Ådalsskolan (gymnasium) och Gudmundråskolan (högstadium), samt är dagligen tillgänglig för allmänheten.

## A-hallen
A-hallen är en av Ådalshallens två huvudlokaler och är försedd med en fullstor plan för exempelvis innebandy (med sarg), handboll, basket och inomhusfotboll, badminton och volleyboll som även har en läktare med plats för 700 åskådare.
Fram till år 2004 använde innebandyklubben IBK Ådalen (herrar) A-hallen som hemmaarena och befann sig de sista åren i den tredje divisionen som bestod enbart av klubbar från Västernorrland, men sedermera slutade ett antal spelare i diverse klubbar – vilket istället bildade ett gemensamt korplag, "Allianzen", i Sundsvall som numera är ett av Sveriges allra främsta innebandykorplag.

## Simhallen
Ådalshallens simhall består en 25 meter lång motionsbassäng med sex spalter/banor och bassängen är i övrigt försedd med två svikttrampoliner (en och tre meter höga) och en "rep-lian", samt en läktare intill. Vid sidan om finns en varmare mellanpool för barn och ett litet äventyrsland för småbarn, samt en bubbelpool ytterligare avsides. Förutom simsport finns även material för exempelvis vattenpolo, vattengympa, vattenbasket och vattenvolleyboll – dessutom en madrasserad (tidigare uppblåsbar) äventyrsutmaning för barn och mindre ungdomar. I badets tillhörande könsseparata fuktbastu och eftersvettningsbastu anordnas en gång i veckan ett spa, kallat Bastu Extrem.
För mindre barn finns fritidsaktiviteter i form av simskola och babysim, och samtliga elever från centralortens skolor erhålles med bredare sim- och grundläggande livräddningsundervisning.

## Övriga lokaler och aktiviteter
B-hallen används i huvudsak för gymnastik, motionsgymnastik, Taekwondo och bordtennis. C-hallen (som är försedd med speglar på tre av dess fyra väggar) används för exempelvis spinning, Linedance, karate och Aerobics.
Övriga idrottslokaler i Ådalshallens byggnad är ett gym för styrketräning, och "Träningsvärkstan" för både muskeluthållighet och kondition. Hallen har även några solarium och ett massagespa.